# Dû bist mîn, ich bin dîn

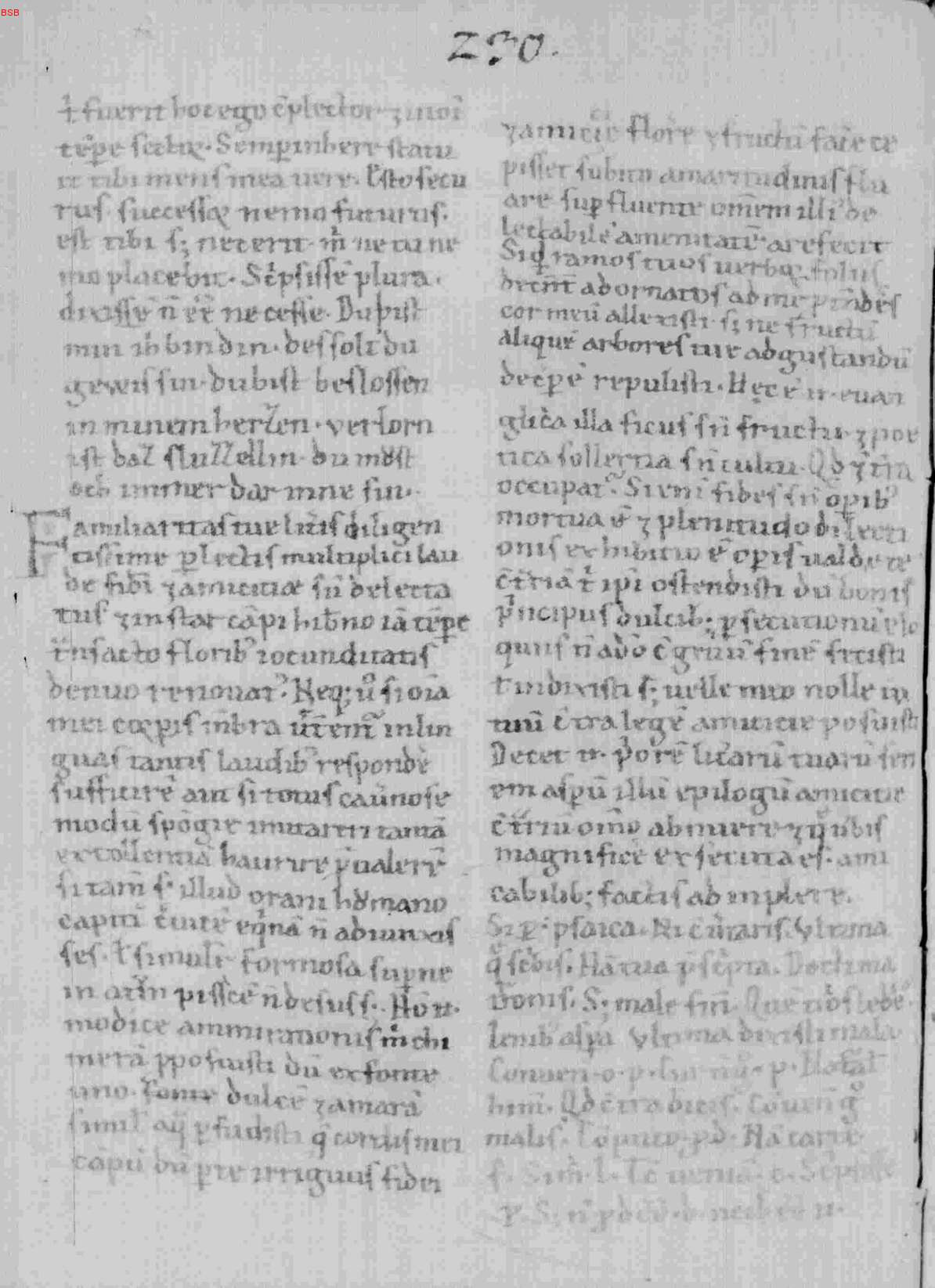
Bild: Der Text beginnt in der 7. Zeile der linken Spalte

Dû bist mîn, ich bin dîn ist der erste von sechs zusammenhängenden Versen, die sich in der Tegernseer Briefsammlung der Bayerischen Staatsbibliothek (Codex latinus Monacencis 19411) fol. 114v am Ende eines Liebesbriefes finden. Sie wurden gegen Ende des 12. Jahrhunderts von einem anonymen Schriftsteller verfasst. Der Text gehört zu den bekanntesten Beispielen der deutschen Literatur des Mittelalters und gilt als ältestes mittelhochdeutsches Liebeslied. Es gilt gemeinhin als Gedicht, diese Auffassung ist in der Germanistik allerdings umstritten.

## Hintergrund
Der Autor der um 1180 verfassten Schlusszeilen ist unbekannt. Der Text findet sich innerhalb einer Musterbriefsammlung am Ende eines lateinischen Liebesbriefes einer Dame bzw. Nonne, dessen Inhalt die sechs Verse kompakt zusammenfassen. Der im Codex hinterlegte Briefwechsel zwischen Nonne und Mönch ist von einer Hand notiert, weshalb die Authentizität des Textes häufig infrage gestellt wird. Möglicherweise sind die Briefe alleinige Fiktion eines Mönches. Andererseits könnte es sich auch um das Zitat eines Volkslieds handeln, etwa ein Winileod.

## Text
| Original in wissenschaftlicher Edition Dû bist mîn, ih bin dîn. des solt dû gewis sîn. dû bist beslozzen in mînem herzen, verlorn ist das sluzzellîn: dû muost ouch immêr darinne sîn. | Neuhochdeutsche Übersetzung (nach Thomas Bein) Du bist mein, ich bin dein. Dessen sollst du gewiss sein. Du bist eingeschlossen in meinem Herzen, verloren ist das Schlüssellein: Du musst auch für immer darin bleiben. |

## Form
Die Verse des Gedichts stehen in der Handschrift noch ohne Absätze und werden durch Reimpunkte getrennt. Häufig wurde das Gedicht als Strophe aus drei gleichgebauten Reimpaaren angesehen, deren Kadenzstruktur wie folgt lautet: v:v|kl:kl|v:v. Ein stolliger Bau wird in der Regel verneint. Jürgen Kühnel interpretiert den Text hingegen als sechs Prosazeilen unterschiedlicher Länge, die schlicht einen fünffachen în-Reim aufweisen; die vierte Zeile bleibt ohne Reim. Es handele sich mithin um Reimprosa, die weiterhin nicht als eigenständiges Gedicht anzusehen sei.

## Interpretation

### Spiegelbildlichkeit im ersten Vers
Der erste Vers versinnbildlicht durch die spiegelbildartige Syntax die wechselseitige Beziehung und die Gleichwertigkeit beider Personen. Diese Formel ist in diversen Texten der mittelalterlichen Literatur belegt. Auch als Verlobungsformel genoss sie eine weitreichende Beliebtheit. In der Literatur wird häufig auf das Hohelied verwiesen, wo es in 2,16 und 6,3  heißt: „Mein Freund ist mein und ich bin sein, der unter Lotosblüten weidet.“

### Behältermetaphorik
Die traditionelle Metapher der Liebe als ein Einschluss im Herzen erfährt in den Versen eine Fortführung: Das Herz kann als Behälter, etwa als Schatzkästchen gedeutet werden, in dem die angesprochene Person die Vergänglichkeit des Körpers überdauern wird, oder als Haus, das durch den Verlust des Schlüssels gewissermaßen zum Gefängnis wird. Der „Verlust“ wirkt dabei so, als sei er vermeintlich nicht vom lyrischen Ich beabsichtigt. Interpretiert man dies als rhetorischen Kniff, erscheint das Ich quasi als Herrscher über die Freiheit. Solche Darstellungen von Machtspielen innerhalb einer Beziehung sind typisch für die Liebeslyrik der Zeit. Das Motiv der Frau als verführende Persönlichkeit, die den Mann mit „der minnen stricke“ fesselt, stellt einen Rückgriff auf antike Motive dar und findet sich als Topos auch in den folgenden Epochen.

### Zuordnung zum Minnesang
Die Zugehörigkeit zum Minnesang wird häufig verneint. So lässt sich thematisch durch den Ausdruck von Geborgenheit ein Kontrast zur dort meist vorherrschenden Darstellung von spannungsreichen, kaum erfüllenden Beziehungen finden. Die Verse finden sich auch in keiner mittelalterlichen Liedhandschrift. Meinolf Schumacher konstatiert: „Es ist paradox: Der zumindest bei Nicht-Mediävisten populärste Text des deutschen Minnesangs soll nicht zu ihm gehören!“
Andererseits finden sich zumindest bereits Elemente, die später typisch für den Minnesang werden, darunter der Dualismus von Mann und Frau, zwischen denen darüber hinaus eine emotionale Beziehung besteht, die als solche auch erwünscht ist. Die Versicherung der inneren Aufrichtigkeit ist ebenso ein gängiges Merkmal wie die Darstellung von Machtspielen (siehe Abschnitt „Behältermetaphorik“).

## Rezeption
Der Schlussteil des Briefes wurde vom deutschen Bibliothekar Bernhard Joseph Docen (1782–1828) an den deutschen Philologen Georg Friedrich Benecke (1762–1844) und den deutschen Mediävisten Karl Lachmann (1793–1851) mitgeteilt, die ihn zunächst 1827 in ihrem Kommentar zum Artusroman Iwein wiedergaben. Lachmann beschloss später, die Strophe der Sammlung „Des Minnesangs Frühling“ hinzuzufügen, obwohl sein Mitherausgeber Moriz Haupt bereits die Eigenständigkeit als Gedicht anzweifelte. Im Folgenden wurde es in der germanistischen Forschung überwiegend als selbstständiges Gedicht wahrgenommen, während die Überlieferungsgeschichte zuweilen in den Hintergrund rückte. Es wurde dabei meist als Beispiel für volkstümliche Liebeslyrik gesehen und die Autorschaft der Nonne gelegentlich als authentisch angesehen. Die Frage, ob es sich um ein Gedicht oder um Reimprosa handelt, wird, insbesondere seit der Abhandlung von Jürgen Kühnel, als problematisch angesehen.
Der Text gehört heute zu den bekanntesten Schriftstücken des Mittelalters, Kühnel nennt ihn gar den „zweifellos populärsten mittelhochdeutschen Text“. Er wird gerne auch als „ältestes Liebesgedicht in deutscher Sprache“ bezeichnet und fand in unzähligen Varianten Verbreitung, u. a. durch Abdruck auf Gebrauchsgegenständen.
Der Dokumentarfilm Du bist min. Ein deutsches Tagebuch von Annelie und Andrew Thorndike aus dem Jahre 1969 nimmt in seinem Anfang Bezug auf die mittelalterlichen Verse, zitiert sie und entlehnt ihnen seinen Titel.